# Mictocaris halope
Mictocaris halope é uma espécie de crustáceo da família Mictocarididae.
É endémica das Bermudas.